# Patrick Michael Kolla
Patrick Michael Kolla-ten Venne (1978) è un ingegnere informatico tedesco, creatore del software libero Spybot Search & Destroy, uno dei software più raccomandati al mondo per rilevare ed eliminare spyware, una delle più temute tipologie di malware che si introduce in modo nascosto nel pc, monitorando le attività dell'utente e sottraendo informazioni personali.

## Biografia
Ideò questo software nel 2000, quando era ancora un semplice studente di scienze informatiche. Attualmente egli vive in Germania (Bochum) ed è proprietario della società irlandese Safer-Networking, l'azienda da lui fondata per distribuire e diffondere questo software libero. La società Safer-Networking oggi si occupa di garantire la privacy e la sicurezza degli utenti anche attraverso altri prodotti informatici.